# Maisons des Jésuites de Tournai
Ne doit pas être confondu avec Maison des Jésuites de Sillery.
Les maisons des Jésuites de Tournai appelées aussi maisons Vilain ou maisons Manarre sont un ensemble de quatre immeubles construits au début du XIIIe siècle et situés dans la ville de Tournai en province de Hainaut (Belgique).
Les maisons sont classées comme monuments depuis le 15 septembre 1936 et le 30 juin 1953 et reprises sur la liste du patrimoine exceptionnel de la Région wallonne depuis 2016.

## Localisation
Cet ensemble de quatre maisons contiguës se situe dans le centre historique de la ville de Tournai, aux nos 12, 14, 14B et 16 de la rue des Jésuites, à environ 300 mètres au sud-est de la cathédrale Notre-Dame.

## Historique
Érigées au début du XIIIe siècle, ces maisons parmi les plus anciennes constructions civiles de la ville, ont appartenu pendant plusieurs siècles à la famille Vilain qui y a exercé le métier de changeur. Divisées en trois parties, les maisons sont confiées aux Jésuites qui finissent par être expulsés. La famille Manarre devient propriétaire des lieux et y établit en 1674 une fondation à son nom, y abritant des orphelines. Plus tard, des propriétaires différents occupent ou mettent en location chacune des maisons. Une restauration des façades sur rue a été réalisée en 1980 par l'architecte André Wilbaux.

## Description
Construits entièrement en pierre bleue à une époque où le style gothique commence à prendre le pas sur le style roman, ces quatre immeubles peuvent être répertoriés comme deux maisons jumelles. Les immeubles sis aux nos 12 et 14 (à gauche) d'une part et les nos 14B et 16 d'autre part. Les immeubles sis aux nos 12 et 14 comptent quatre travées alors que ceux des nos 14B et 16 en possèdent huit. Ces dernières façades sont rythmés par le motif répétitif des baies à colonnettes avec chapiteaux au rez-de-chaussée et des baies à meneau et à haute traverse à l'étage. Les meneaux des baies de l'étage reprennent sous les traverses les colonnettes avec chapiteaux du rez-de-chaussée Ces maisons sont encore empreintes d'architecture romane, se manifestant par une plus grande horizontalité soulignée par un ensemble de lignes continues : le bandeau démarquant visuellement l'étage, la corniche, les lignes des seuils ou encore le cordon formé par la traverse des baies de l'étage. Cependant, les colonnettes sveltes et le traitement plus fin des fenêtres à meneaux révèlent la facture gothique de ces façades.

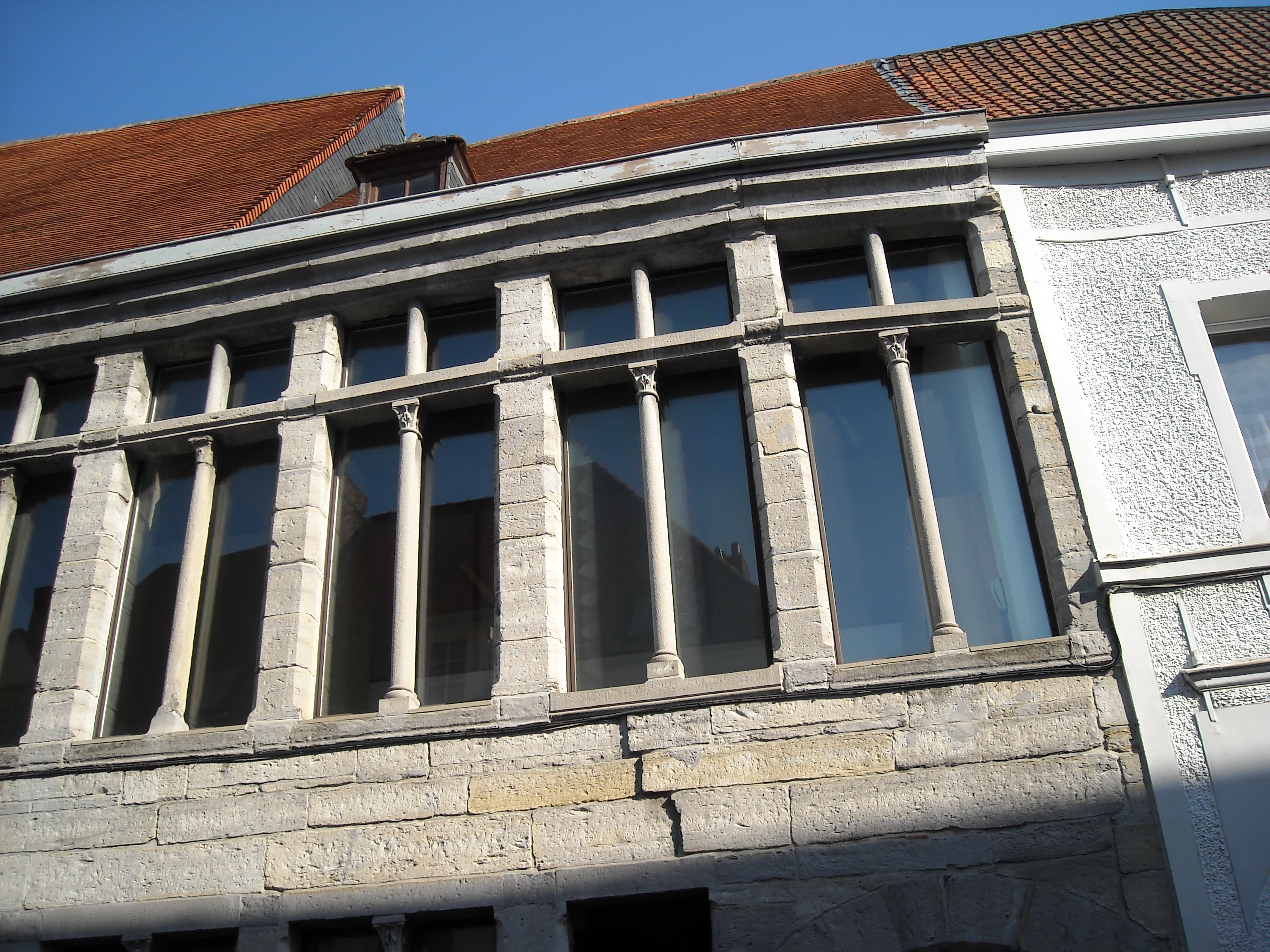
Baies de l'étage du no 16